# Chișinăui nemzetközi repülőtér
A Chișinăui nemzetközi repülőtér (románul Aeroportul Internațional Chișinău; (IATA: RMO, ICAO: LUKK) Moldova fővárosa, Chișinău repülőtere, az ország egyetlen nemzetközi repülőtere. A főváros központjától 11 km-re délkeletre fekszik. Itt található az ország nemzeti légitársasága, az Air Moldova, valamint a Moldavian Airlines központja. A Moldovai Civil Légügyi Igazgatóság központja is a repülőtéren található.
A repülőtér 2024. január 18-án RMO-ra változtatta az IATA kódját a korábban használatos KIV-ről, hogy ezzel is kifejezzék az Oroszországtól való eltávolodásukat. A reptér régi kódja a főváros szovjet időkben használatos nevéből (Kishinev) eredt, azonban ez nem tükrözi a város 1989 óta használatos nevét (Chișinău). Az új RMO kód a "Republic of Moldova" rövidítéséből származik.

## Története
Az első menetrend szerinti járat a városba 1926. június 24-én indult, a Bukarest–Galați–Chișinău és Jászvásár vonalon. A járatokat a Compagnie Franco-Roumaine de Navigation Aérienne (CFRNA, később LARES) üzemeltette. Az első repülés emlékét emléktábla örökíti meg a repülőtéren.
A fő terminál az 1970-es években épült, éves 1 200 000-es utaskapacitással. A repülőtér 1995. május 31-én kapott nemzetközi repülőtéri státuszt.
2002-ben a török Akfen Holding modernizálta a repülőteret. A felújított, 7600 m²-es terminálhoz új, 4270 m²-es szárnyat építettek. Összesen 3000 ² felületű külső fal, 3200 m² kompozitpanel, 12 185 ² aszfaltos út, napi 3450 m³ kapacitású víztisztító, fűtő-, szellőző- és elektromos rendszer épült, valamint röntgenkapu, poggyászfelvevő, központi órarendszer és járatinformációs rendszer. A repülőtér éves kapacitása 5,4 millió utasra nőtt.
A chișinăui nemzetközi repülőtér a Nemzetközi Repülőterek Tanácsa tagja.
2011 augusztusa óta a Fly Level Flight Training Organisation is a repülőtéren működik.

### Fejlesztési tervek
A repülőtér további bővítésére már születtek tervek. A repülőtér 19 millió eurós kölcsönt fog kapni a futó- és gurulópályák, a forgalmi előterek, rámpák, műszaki és biztonsági berendezések, és más fontos elemek felújítására. Finanszírozói az European Investment Bank (EIB) és az European Bank for Reconstruction and Development.

## A terminál
A repülőtéren tíz check-in pult és öt beszállítókapu található. VIP és CIP utasok számára a VIP terminál érhető el. 2006 decemberében kilátóterasz nyílt a második szinten.
2006 végén eltörölték a külföldi állampolgárok kötelező regisztrációját és papír alapú repülőjegyek helyett e-ticketet kezdtek használni. Ennek köszönhetően a repülőteret átszervezték, nagyobb lett a check-in csarnok, a vámvizsgálat pedig a check-in után található.

## Megközelítése
Buszok és rutieră kisbuszok gyakran indulnak a repülőtérről. A 165-ös rutieră-vonal a Botanika kerületen át tart a belváros felé. Az 'AEROGARA' feliratú busz a Piața D. Cantemirről indul és megáll a belvárosban a Stefan Cel Mare úton, valamint a központi vasút- és buszállomáson ('GARA') is. Félóránként egy fehérre festett busz is közlekedik, amely a rutieră kisbuszoktól eltérően nem áll meg bárhol, ahol az utas akarja.

## Légitársaságok és úti célok

### Utasszállító
| Légitársaság                   | Célállomások |
| ------------------------------ | --- |
| Air Moldova                    | Baku (2023. március 28-ától), Beauvais, Bologna, Dublin, Düsseldorf, Frankfurt, Isztambul, Jereván (2022. december 10-étől), Lipcse/Halle, London-Stansted, Milánó-Malpensa, Moszkva-Domogyedovo, Prága, Róma-Fiumicino, Tbiliszi, Tel-Aviv, Varsó-Modlin, Verona Szezonális: Barcelona (2023. április 26-ától), Batumi (2023. március 28-átől), Bukarest, Lárnaka (2023. április 26-ától), Lisszabon, Nizza, Szaloniki Szezonális charter: Sarm es-Sejk |
| Austrian Airlines              | Bécs |
| Freebird Airlines              | Szezonális charter: Antalya |
| HiSky                          | Beauvais, Bergamo, Dublin, Frankfurt, Tel-Aviv, Velence (2022. december 17-étől) Szezonális charter: Gurdaka |
| LOT                            | Varsó-Chopin |
| TAROM                          | Bukarest |
| Turkish Airlines               | Isztambul |
| Ukraine International Airlines | Kijev-Boriszpil (felfüggesztve) |
| Wizz Air                       | Barcelona, Berlin, Bécs, Bologna, Dortmund, Eindhoven, Hamburg, London–Luton, Memmingen, Prága, Róma-Fiumicino, Treviso, Verona Szezonális: Beauvais, Budapest, Lárnaka, Torino |

### Teherszállító
| Légitársaság                                   | Célállomások          |
| ---------------------------------------------- | --------------------- |
| DHL Aviation                                   | Bukarest–Henri Coandă |
| Czech Airlines üzemeltető: Farnair Switzerland | Prága                 |

## Statisztika

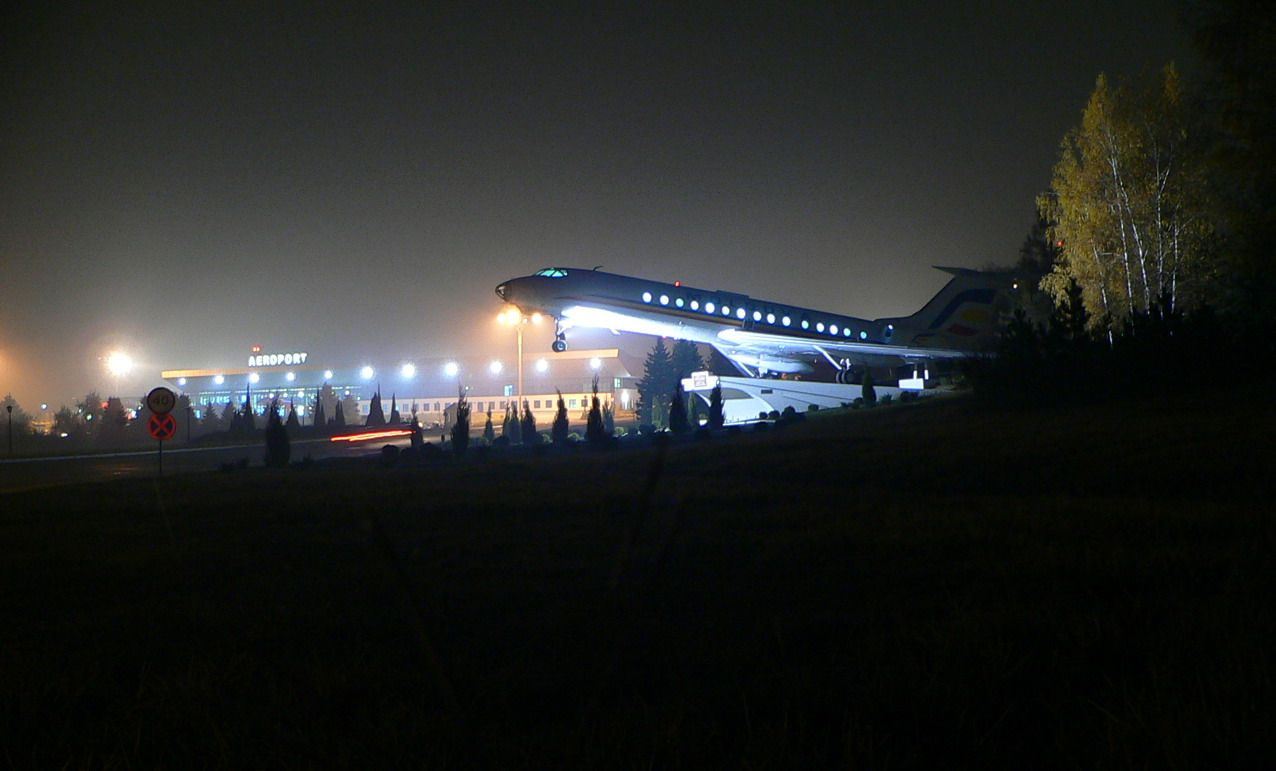
A chișinăui repülőtér éjjel

### Útvonalak
| Helyezés | Város         | Repülőtér                               | Indulás hetente (2016 február) | Légitársaságok                                    |
| 1.       | Moszkva       | Seremetyjevo, Domogyedovo               | 43                             | Air Moldova, Aeroflot, S7 Airlines                |
| 2.       | Bukarest      | Henri Coandă repülőtér                  | 18                             | TAROM                                             |
| 3.       | Isztambul     | Atatürk repülőtér                       | 14                             | Air Moldova, Turkish Airlines                     |
| 4.       | Bécs          | Bécs-Schwechat                          | 9                              | Air Moldova, Austrian Airlines                    |
| 5.       | Kijev München | Boriszpili repülőtér Müncheni repülőtér | 7                              | Ukraine International Airlines Lufthansa Regional |

## Fordítás
- Ez a szócikk részben vagy egészben  a   Chișinău International Airport című angol Wikipédia-szócikk ezen változatának fordításán alapul.  Az eredeti cikk szerkesztőit annak laptörténete sorolja fel. Ez a jelzés csupán a megfogalmazás eredetét és a szerzői jogokat jelzi, nem szolgál a cikkben szereplő információk forrásmegjelöléseként.